# Arenaria conimbricensis
Arenaria conimbricensis (Brot.), es una especie de planta herbácea perteneciente a la familia de las cariofiláceas.

## Hábitat
Es nativa de la región íbero mediterránea principalmente en el Barcelona, Castellón y Tarragona donde crece en pastizales anuales calcícolas sobre suelos arenosos o pedregosos. 

## Descripción
Es una pequeña planta anual, de tallos finos y erectos, no muy elevada. Tiene las hojas lineares, sin sobrepasar el 1’5 mm de anchura. Las flores tienen los pétalos blancos y los sépalos obtusos. Estas flores quedan agrupadas en inflorescencias cuyos ejes se cubren de pelos glandulosos. Esto último, unido a que los frutos casi no sobrepasan el cáliz, son los caracteres que diferencian esta especie de Arenaria obtusiflora. 

## Nombre común
- Catalán:   Arenària de codina.[1]

## Sinonimia
- Arenaria conimbricensis subsp. conimbricensis Brot.
- Arenaria conimbricensis subsp. viridis (Font Quer) Font Quer
- Arenaria conimbricensis var. glanduloso-viscosa Webb in Willk. & Lange
- Arenaria conimbricensis var. littorea (Samp.) Samp.
- Arenaria conimbricensis var. loscosii (Texidor) Pau
- Arenaria loscosii var. viridis Font Quer
- Arenaria loscosii Texidor
- Arenaria modesta var. assoana Loscos & J.Pardo in Willk.
- Arenaria modesta var. longepedunculata Loscos & J. Pardo
- Arenaria obovata Pau
- Spergula ciliaris Brot.[2]